# Maksim Tarasov
Maksim Vladimirovitj Tarasov (ryska: Максим Владимирович Тарасов), född 2 december 1970, Jaroslavl, Ryska SSR, Sovjetunionen är en sovjetisk/rysk friidrottare som tävlade i stavhopp.
Tarasov är en av de mest framgångsrika stavhopparna efter Sergej Bubka. Tarasov har både VM-guld, OS-guld och EM-guld. Med hans 6,05 från 1999 placerar honom som tvåa genom tiderna utomhus. 
2001 valde Tarasov att avsluta sin karriär.